# Katelios
Katelios (griechisch Κατελειός (m. sg.)) ist ein Ort im Gemeindebezirk Elios-Proni der Gemeinde Argostoli auf der Insel griechischen Insel Kefalonia. Die Siedlung hat eine Bevölkerung von 36 Einwohnern.

## Einwohnerentwicklung
| Jahr | Einwohner |
| ---- | --------- |
| 1991 | 84        |
| 2001 | 42        |
| 2011 | 36        |